# ژانگ انهوا
ژانگ انهوا (انگلیسی: Zhang Enhua؛ (زادهٔ ۲۸ آوریل ۱۹۷۳ – درگذشتهٔ ۲۹ آوریل ۲۰۲۱) یک بازیکن فوتبال اهل جمهوری خلق چین بود.